# Mons Calpe S.C.
Mons Calpe S.C. – gibraltarski klub piłkarski, występujący w Gibraltar National League.

## Historia
Chronologia nazw:
- 2013: Mons Calpe S.C.

Klub piłkarski Mons Calpe S.C. został założony w 2013 roku. Przyłączył się do Division 2 w sezonie 2013/14. Zajęli 2.miejsce i przegrali baraż o awans z St Joseph’s F.C. W następnym sezonie był ósmy. W sezonie 2015/16 zdobyli drugą pozycję i po barażach z FC Britannia XI po raz pierwszy w historii otrzymali promocję do Division 1. W lecie 2016 roku właścicielem drużyny został Reygadas Sport Group. W debiutanckim sezonie zajął 5.miejsce. W następnym sezonie 2017/18 również zajął 5.miejsce i doszedł do finału Pucharu Gibraltaru, gdzie przegrał z Europa FC 2:1.

## Sukcesy

### Trofea międzynarodowe
Nie uczestniczył w rozgrywkach europejskich (stan na 31-05-2019).

### Trofea krajowe
| \| \| Zdobyte trofea w rozgrywkach Gibraltaru (stan na: 31-05-2019) \| |                                                               |      |                  |
| Rozgrywki                                                              | Osiągnięcie                                                   | Razy | Sezon(y)         |
| Mistrzostwo                                                            | I miejsce                                                     | 0    |                  |
| Mistrzostwo                                                            | II miejsce                                                    | 0    |                  |
| Mistrzostwo                                                            | III miejsce                                                   | 0    |                  |
| Mistrzostwo                                                            | 4.miejsce                                                     | 1    | 2018/19          |
| Puchar                                                                 | zdobywca                                                      | 0    |                  |
| Puchar                                                                 | finalista                                                     | 1    | 2017/18          |
| Puchar                                                                 | półfinalista                                                  | 1    | 2018/19          |
| Superpuchar                                                            | zdobywca                                                      | 0    |                  |
| Superpuchar                                                            | finalista                                                     | 0    |                  |
| II liga                                                                | I miejsce                                                     | 0    |                  |
| II liga                                                                | II miejsce                                                    | 1    | 2013/14, 2015/16 |
| II liga                                                                | III miejsce                                                   | 0    |                  |
| Gibraltar                                                              | Zdobyte trofea w rozgrywkach Gibraltaru (stan na: 31-05-2019) |      |                  |

## Poszczególne sezony

### Rozgrywki krajowe
| \| Gibraltar \| Bilans występów klubu w rozgrywkach piłkarskich Gibraltaru (Stan na 31 maja 2019 r.) \| \| |                                                                                      |        |       |   |   |   |    |    |     |           |        |        |      |
| Poziom | Rozgrywki                                                                            | Sezony | Mecze | Z | R | P | B+ | B– | Pkt | Lata      | Awanse | Spadki | Naj. |
| I | Gibraltar National League                                                            | 4      |       |   |   |   |    |    |     | od 2016   | 0      | 0      | 4    |
| II | Gibraltar Division 2                                                                 | 3      |       |   |   |   |    |    |     | 2013–2016 | 1      | 0      | 2    |
| Gibraltar                                                                                                  | Bilans występów klubu w rozgrywkach piłkarskich Gibraltaru (Stan na 31 maja 2019 r.) |        |       |   |   |   |    |    |     |           |        |        |      |

## Struktura klubu

### Stadion
Klub piłkarski rozgrywa swoje mecze domowe tak jak inne kluby gibraltarskie na Victoria Stadium w Gibraltarze, który może pomieścić 2,249 widzów.

### Inne sekcje
Klub prowadzi drużyny dla dzieci i młodzieży w każdym wieku.

### Sponsorzy
Sponsorem głównym jest Tokamóvil.

## Kibice i rywalizacja z innymi klubami

### Rywalizacja
Największymi rywalami klubu są inne zespoły z Gibraltaru.

### Derby
- Lincoln Red Imps F.C.
- Europa FC
- St Joseph's F.C.
- Lynx F.C.
- Glacis United F.C.
- Lions Gibraltar F.C.
- F.C. Boca Gibraltar
- F.C. Bruno's Magpies
- Europa Point F.C.
- Manchester 62 F.C.
- College 1975 F.C.

## Europejskie puchary
Legenda do wszystkich tabel:
- Q – runda eliminacyjna, 1/16, 1/8, 1/4, 1/2 – odpowiednia faza rozgrywek, Grupa – runda grupowa, 1r gr – pierwsza runda grupowa, 2r gr – druga runda grupowa, F – finał, R – runda, PO – play-off
- k. – rzuty karne, los. – losowanie, Dogr. – dogrywka, w. – zasada bramek strzelonych na wyjeździe

| Sezon   | Rozgrywki               | Runda | Klub            | Dom | Wyjazd | Ogólnie |
| ------- | ----------------------- | ----- | --------------- | --- | ------ | ------- |
| 2021/22 | Liga Konferencji Europy | 1Q    | FC Santa Coloma | 1–1 | 0–4    | 1–5     |